# Deguelia
Deguelia là một chi thực vật có hoa trong họ Đậu.